# نوکیا سی۵–۰۳
نوکیا C5-03 از سری گوشی‌های هوشمند با قابلیت صفحه نمایش لمسی مقاومتی است که در دسامبر ۲۰۱۰ منتشر شد. این گوشی نرم‌افزارهای موسیقی Shazam را پشتیبانی و انواع نرم‌افزارهای شبکه‌های اجتماعی را برای دانلود در دسترس دارد .
این گوشی برای مسیریابی از نرم‌افزارهای ovi ورژن ۳٫۰ استفاده می‌کند.

## سخت افزار
- پردازنده ی ۶۰۰ مگاهرتزی arm11
- ۴۰ مگابایت حافظه ی داخلی
- ۱۲۸ مگابایت رم